# Сидоров, Николай Андреевич
Николай Андреевич Сидоров — конструктор систем ПРО, лауреат Ленинской премии (1966).
С 1947 г. работал в Специальном бюро № 1 (СБ-1) (с 1950 г. Конструкторское бюро № 1 (КБ-1, п/я 1323).
В 1955 г. вместе со своим подразделением перешёл в только что созданное в составе КБ-1 СКБ-30, в котором возглавил один из трёх отделов (с 30 декабря 1961 года самостоятельное ОКБ-30 ГКРЭ (П/я 89)). С 1962 г. — зам. главного конструктора по координации связей с заводами-смежниками.
24 марта 1966 года ОКБ-30 преобразовано в ОКБ «Вымпел» Минрадиопрома. Его начальником был Г. В. Кисунько, а Сидоров сохранил свою должность зам. генерального конструктора.
В 1968—1970 гг. директор ОКБ «Вымпел», одновременно зам. генерального конструктора.
С 1970 г. главный инженер НТЦ «Вымпел» — созданного при ОКБ «Вымпел» на базе СБ-30 научно-тематического центра для работ по перспективной системе ПРО. Вскоре после назначения на эту должность был уволен с военной службы.
Лауреат Ленинской премии (1966) — как зам. главного конструктора Системы А (ПРО).